# Африканска лястовица
Африканска лястовица (Ptyonoprogne fuligula) е вид птица от семейство Лястовицови (Hirundinidae). Видът е незастрашен от изчезване.

## Разпространение
Разпространен е в Ангола, Бенин, Ботсвана, Буркина Фасо, Бурунди, Камерун, Централноафриканска република, Чад, Демократична република Конго, Кот д'Ивоар, Джибути, Еритрея, Етиопия, Гана, Гвинея, Кения, Лесото, Либерия, Малави, Мали, Мозамбик, Намибия, Нигер, Нигерия, Руанда, Сенегал, Сиера Леоне, Южна Африка, Южен Судан, Свазиленд, Танзания, Того, Уганда, Замбия и Зимбабве.